# برشاوشان برزخي
برشاوشان برزخي (الاسم العلمي:Adiantum isthmicum) هو نوع من النباتات يتبع جنس البرشاوشان من الفصيلة الديشارية.